# فاجنر غونسالفيس
فاجنر خوسيه دياس غونسالفيس (من مواليد 10 يناير 1996)، ببساطة فاجنر، هو لاعب كرة قدم محترف من الرأس الأخضر يلعب كمهاجم لنادي سيون السويسري على سبيل الإعارة من نادي ميتز الفرنسي والمنتخب الوطني للرأس الأخضر.